# Synagrops serratospinosus
Synagrops serratospinosus is een straalvinnige vissensoort uit de familie van acropomaden (Acropomatidae). De wetenschappelijke naam van de soort werd voor het eerst geldig gepubliceerd in 1912 door Smith & Radcliffe.